# 네헤미아 그루

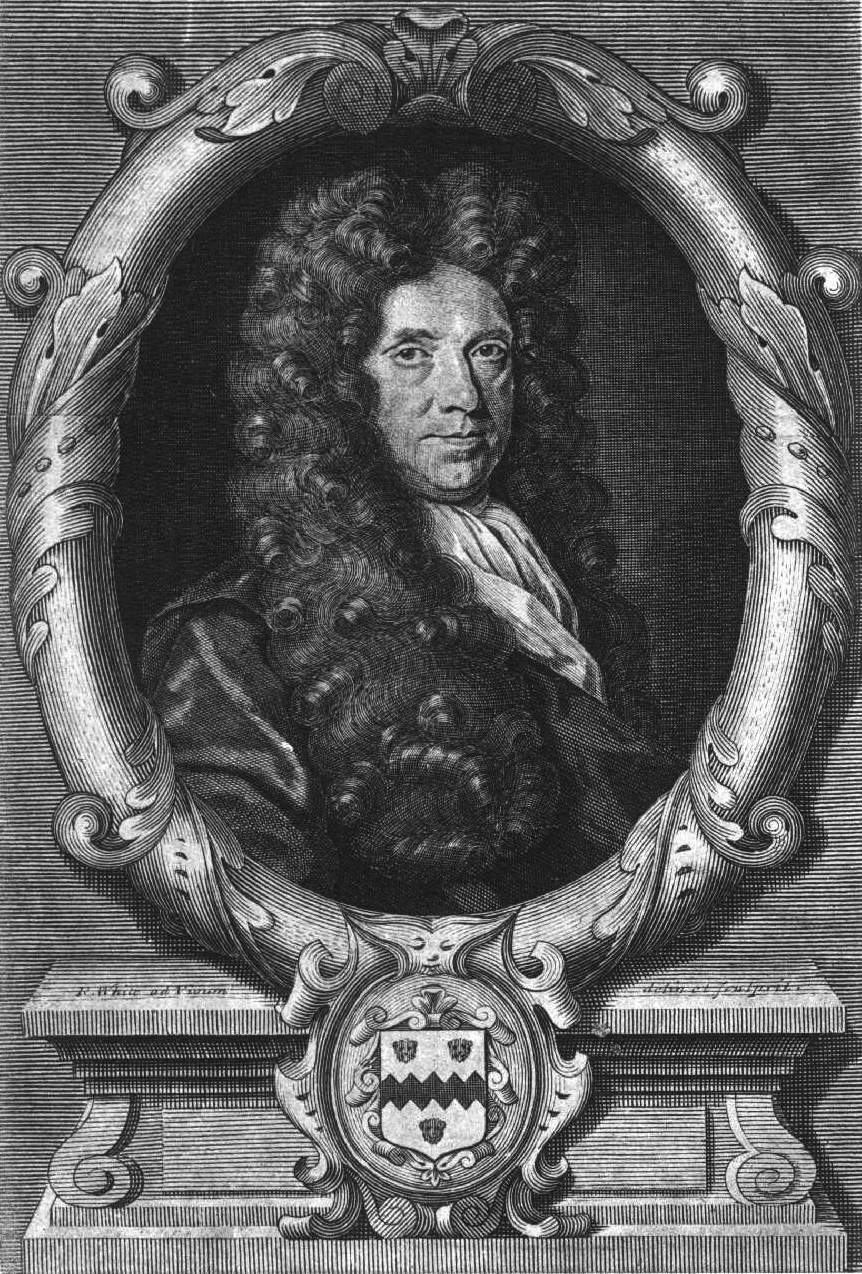

네헤미아 그루(Nehemiah Grew, 1641년 ~ 1712년 3월 25일)는 영국의 의사이자 식물학자이다. 현미경으로 식물의 줄기나 뿌리를 관찰하여 식물조직의 기능을 밝히려 했으며 식물의 도관, 수피의 섬유, 유조직, 방사조직 및 기관을 발견했고, 꽃을 생식 기관이라 단정했다. 그는 식물해부학의 확립에 많은 기여를 했으며 그가 식물을 관찰할 때 사용한 식물의 절편을 만드는 방식은 오늘날에도 쓰이고 있다.